# 拉莫內

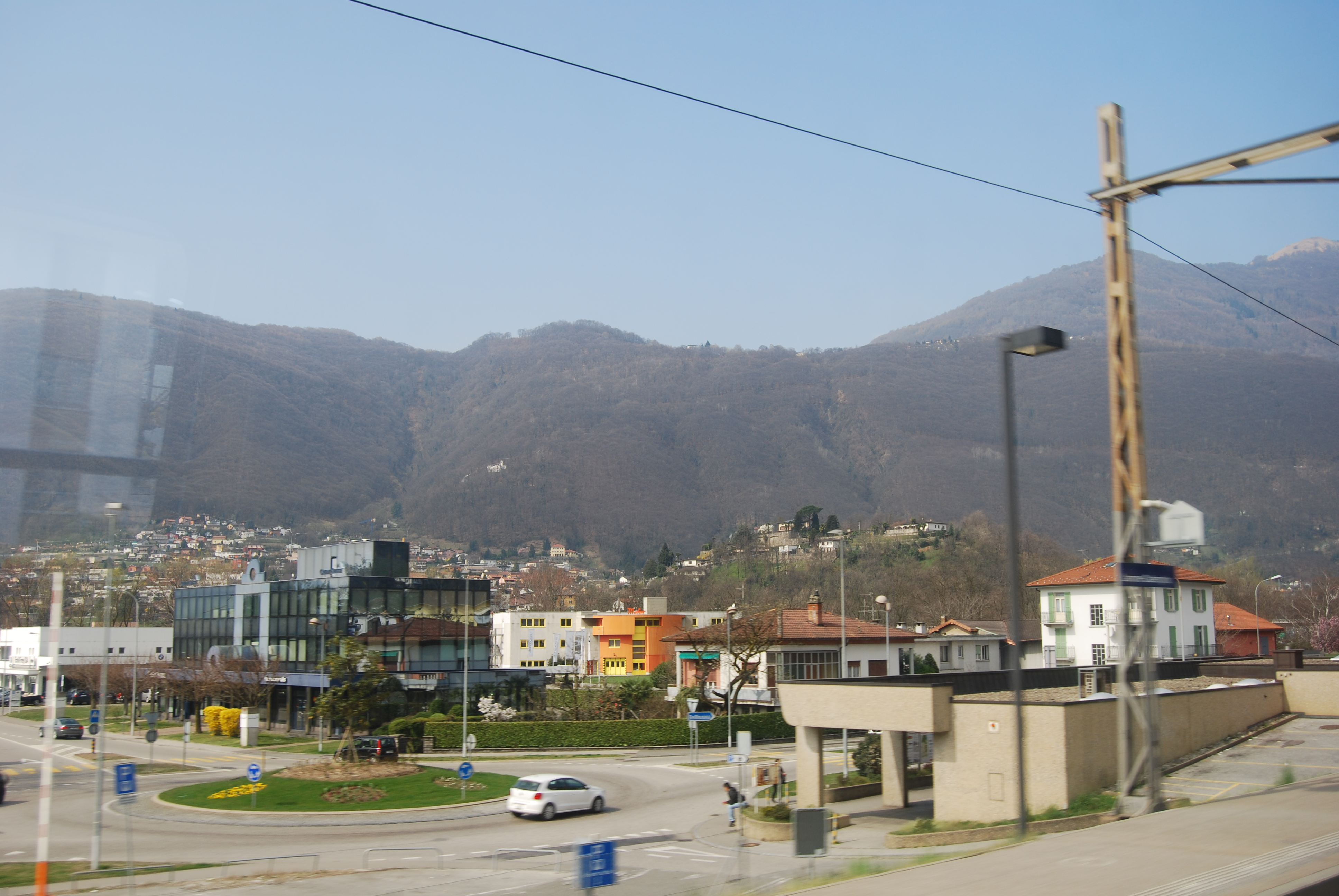

拉莫內是瑞士的城鎮，位於該國南部，由提契諾州負責管轄，面積1.86平方公里，海拔高度337米，2011年人口1,676，七成半人口信奉羅馬天主教，人口密度每平方公里901人。